# Pismis 24-1
Pismis 24-1 (HD 319718) — наиболее яркая звезда в рассеянном звёздном скоплении Pismis 24 в туманности NGC 6357, расположенной на расстоянии около 6 000 световых лет от Солнца. Ранее звезда считалась самой массивной из известных звёзд, однако она состоит по меньшей мере из трёх отдельных компонентов, каждый из которых всё же принадлежит к наиболее мощным и массивным известным звёздам.

## Открытие
Pismis 24-1 первоначально была указана в каталоге как HD 319718, затем звезда была разделена на Pismis 24-1 и более слабую Pismis 24-16. Окружающая область HII NGC 6357 достаточно яркая, но компактное рассеянное скопление Pismis 24 10-й звёздной величины было открыто только в 1959 году.
В 1973 году в Pismis 24 было обнаружено 15 компонентов. Самая яркая звезда была названа Pismis 24-1 и классифицирована как сверхгигант. Впоследствии эта звезда была разделена на спектральную двойную спектрального класса O3.5 и звезду-гигант спектрального класса O4, разделённые расстоянием 500 а.е.

## Звёздная система
Pismis 24-1 была разделена на два компонента, обычно обозначаемые как NE и SW по положению относительно друг друга.  Pismis 24-1NE немного горячее и ярче, чем  Pismis 24-1SW, являясь при этом спектральной двойной, что удивительно при данном классе светимости, поскольку  отдельный сверхгигант оказывается слабее, чем отдельный более холодный гигант. Возможно, этот факт является следствием того, что взаимодействие компонентов Pismis 24-1NE затрудняет правильную классификацию, или гигант спектрального класса O4 может оказаться тесной двойной системой.
Pismis 24-1 является также затменной двойной звездой с периодом 2,4 суток. Предположительно, затмение осуществляется компонентом NE, но отдельные кривые блеска компонентов получены не были. Общая кривая блеска симметрична, что свидетельствует о почти круговой орбите, причем затмевающие друг друга звёзды имеют похожие массы и температуры.
В Каталоге компонентов кратных и двойных звёзд (англ. The Catalog of Components of Double and Multiple Stars, CCDM) указано, что звезда Pismis 24-1 имеет два более слабых компаньона на расстояниях 5,5 и 16,4 угловых секунд.  Данный факт не является неожиданным, поскольку звезда принадлежит скоплению диаметром всего 1,5 угловой минуты.

## Свойства

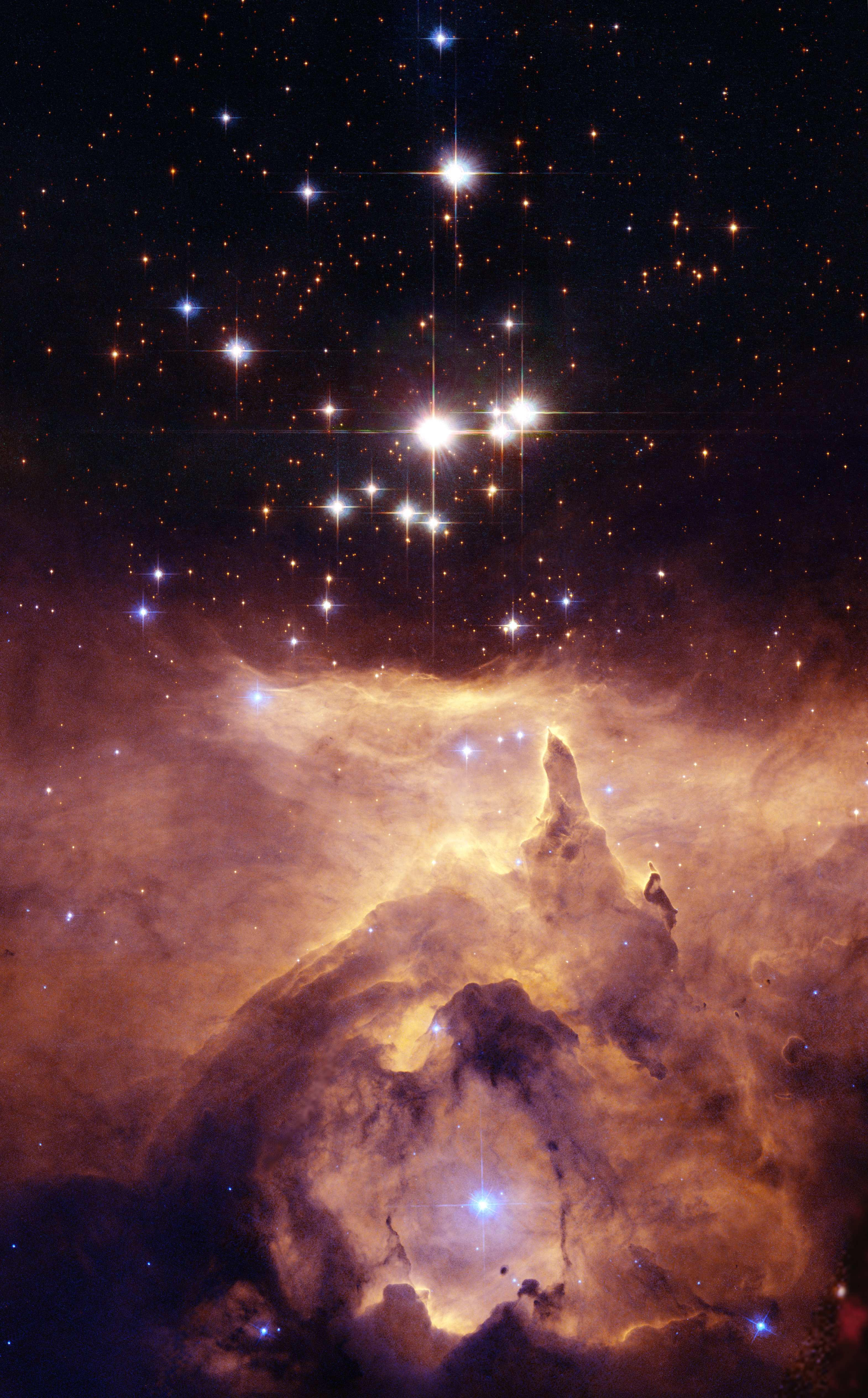
Часть NGC 6537 с Pismis 24 (изображение в инфракрасном и оптическом диапазонах)

Два компонента Pismis 24-1NE невозможно наблюдать по отдельности, но анализ затмений показал, что звёзды почти идентичные, температуры составляют около 42 000 K. Общая светимость пары звёзд превышает солнечную в 800 000 раз. Таким образом, светимость каждой звезды составляет около 400 000 L{\displaystyle _{\odot }}. Спектральный класс объекта равен O3.5 If*, в спектре звезды наблюдаются сильные эмиссионные линии азота высокой степени ионизации. Предполагается, что спектры обеих звёзд одинаковы. Суммарная масса двойной оценивается в 74 массы Солнца. Жёсткое рентгеновское излучение в окрестности  Pismis 24-1, вероятно, появляется вследствие столкновения звёздного ветра от компонентов двойной.
Pismis 24-1SW по-видимому является отдельной звездой спектрального класса  O4 III(f+), температура составляет около 40 000 K, в спектре видны сильные линии ионизованного азота, кремния и гелия. Светимость превышает солнечную в 650 000 раз, радиус равен 17 радиусам Солнца, масса составляет 66 масс Солнца. Звезда классифицирована как гигант на основе данных о спектре, но более горячие звёзды спектрального класса O показывают такие же детали спектра при горении водорода в ядрах в результате конвекции и мощного звёздного ветра.
При первом моделировании Pismis 24-1  считали единой звездой массой 300 масс Солнца или более, что превышает теоретический предел массы звезды. По мере обнаружения кратности звезды и создания новых моделей звёздных атмосфер проблема массы снималась. Современные оценки массы лежат в интервале возможных звёздных масс.